# (4316) Babinkova
(4316) Babinkova ist ein Hauptgürtelasteroid, der am 14. Oktober 1979 von Nikolai Stepanowitsch Tschernych am Krim-Observatorium entdeckt wurde.
Der Asteroid wurde nach dem Astronomen-Ehepaar Artur Nikolajewitsch Babin und Alexandra Nikolajewna Kowal benannt.